# Травень 2002
Травень 2002 — п'ятий місяць 2002 року, що розпочався у середу 1 травня та закінчився у п'ятницю 31 травня.

## Події
- 7 травня — комп'ютерна компанія Compaq злилася з корпорацією Hewlett-Packard.
- 20 травня — Східний Тимор став державою.
- 31 травня — збірна Сенегалу з футболу перемагає чемпіона світу Францію з рахунком 1—0.